# Nicke Andersson

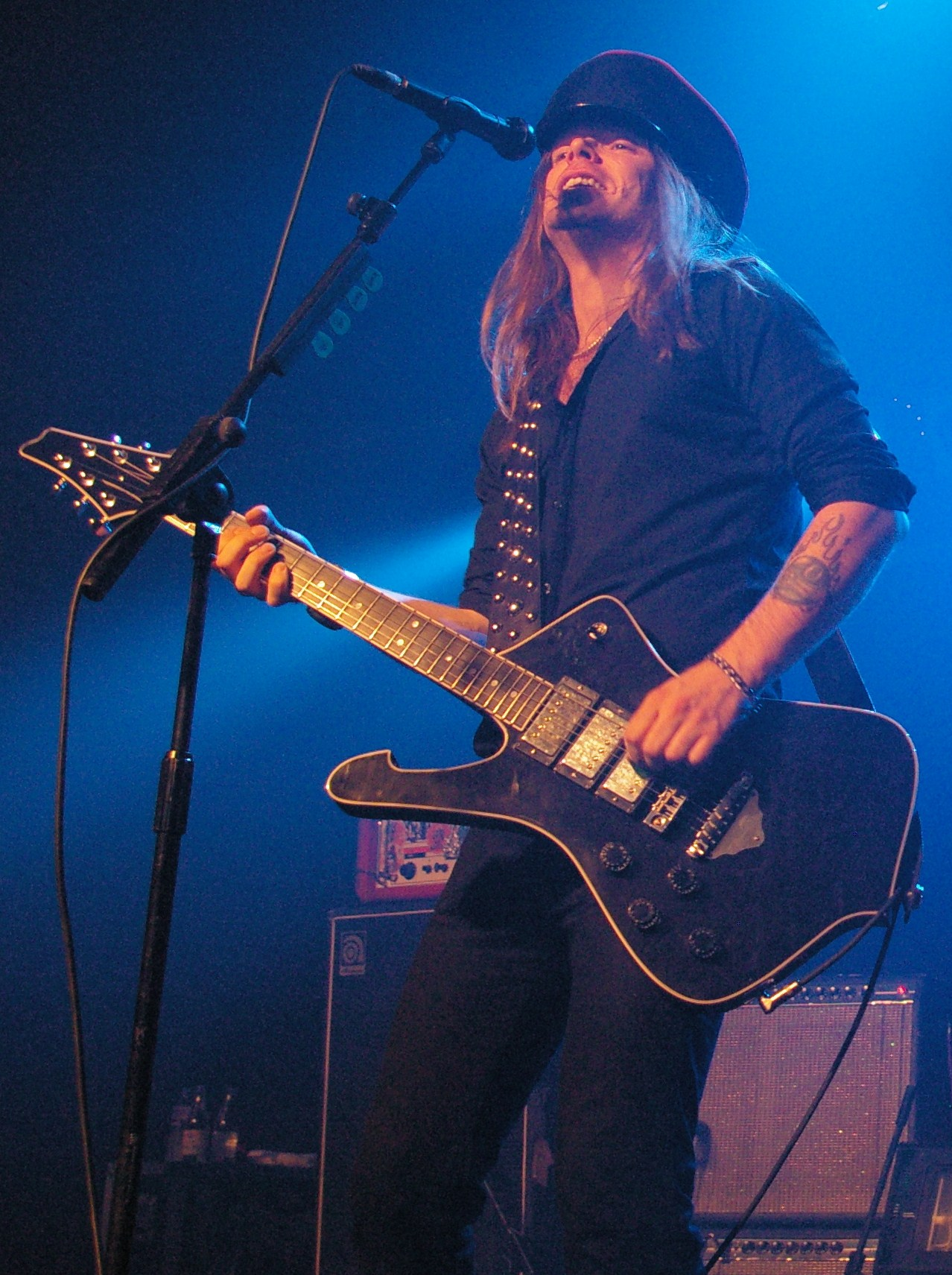
Nicke Andersson (2012)

Nicke Andersson (* 1. August 1972; eigentlich Anders Niklas Andersson; auch Nicke Hellacopter und Nick Royale (Pseudonyme)) ist ein schwedischer Sänger, Songwriter und Gitarrist der Rockband The Hellacopters. Bekannt wurde er als Gründungsmitglied und Schlagzeuger der Death-Metal-Band Entombed. Er spielt zudem Schlagzeug und singt in der Soulband The Solution. Ebenso ist er als Schlagzeuger, Gitarrist und Sänger der Death-Metal-Band Death Breath tätig. Seit 2010 ist er Leadsänger und Gitarrist der Band Imperial State Electric. Außerdem war Andersson auch als Musikproduzent tätig.

## Leben

### Jugend
Nicke Andersson war bereits als Siebenjähriger ein großer Fan der Band Kiss. Er kaufte sich dann Platten von Punk-Bands wie GBH und Discharge. Als 13-Jähriger lernte er im Ferienlager die baldigen Nihilist- und Entombed-Mitglieder Alex Hellid und Leif „Leffe“ Cuzner kennen, die ihn zum Metal brachten. Zusammen gründeten sie während des dortigen Aufenthalts auch ihre erste Band Sons of Satan. Ab 1987 war er in einer Hardcore-Punk-Band namens Brainwarp als Schlagzeuger aktiv. In dieser Zeit beeinflussten ihn Crossoverbands wie Jerry’s Kids, D.R.I., Suicidal Tendencies und die Bad Brains. Gleichzeitig spielte er in einer Thrash-Metal-Band mit seinen Schulkollegen Lars-Göran Petrov und Uffe Cederlund, die ihren Namen ständig wechselte.

### Entombed
Aus den zusammengelegten Besetzungen beider Bands entstand Mitte 1987 Nihilist, der Vorgänger von Entombed. Auch hier war Andersson als Schlagzeuger tätig. Die Band gab es bis 1989, aus ihr formierte sich dann Entombed, eine der stilprägenden Bands des schwedischen Death Metal. Das Debütalbum Left Hand Path, mit Tomas Skogsberg im Stockholmer Sunlight Studio aufgenommen, war genreprägend. Nicke Andersson war Mittelpunkt der Band, wie auch Johnny Hedlund, kurzzeitig Sänger von Nihilist, der dann Unleashed gründete, später sagte. Andersson war Organisator und schrieb auch Songs. Auf dem zweiten Album Clandestine 1991 sang er dann nach dem zwischenzeitlichen Ausstieg von LG Petrov sogar, was er jedoch zunächst nicht zugab.

### The Hellacopters
Mitte 1994 gründete Andersson mit Dregen, Kenny Håkansson und Robert Eriksson die Rockband Hellacopters als Nebenprojekt. 1995 erschien die erste Single Killing Allan auf dem eigenen Label Psychout Records, 1996 folgte das erste Album Supershitty to the Max. Bei den Hellacopters sang Andersson hauptsächlich und spielte neben einigen weiteren Instrumenten Gitarre. 1997 verließ er Entombed, um sich ganz auf die Hellacopters zu konzentrieren. Die Band bestimmt zu der Zeit mit einigen anderen die Punk-’n’-Roll-Szene in Schweden und war bis 2008 aktiv, als sie sich nach etlichen weiteren Veröffentlichungen auflöste.

### Weitere Projekte
Auf einer US-Tour spielte Andersson mit Scott Morgan zusammen, dem Sänger und Gitarrist der Sonic’s Rendezvous Band. Hieraus formierten sich The Hydromatics, wo Andersson Schlagzeug spielte und sich Nick Royale nannte. 2005 gründete Andersson mit Robert Pehrsson die Death-Metal-Band Death Breath und brachte 2006 und 2007 zwei Alben heraus, die sich an Venom, Celtic Frost oder Autopsy orientierten. Nach der Trennung der Hellacopters war Andersson in einem Projekt namens Cold Ethyl aktiv, das jedoch keine größeren Veröffentlichungen herausbrachte. 2010 brachte er mit seinem neuen Projekt Imperial State Electric das selbstbetitelte Debütalbum heraus, um danach durch Europa zu touren. Ferner sitzt Andersson hinter den Trommeln der Doom-Metal-Band Lucifer.

### Ehe
Nicke Andersson ist mit der aus Berlin stammenden Metal-Sängerin Johanna Sadonis (* 1979) verheiratet. Sadonis lernte Andersson auf einer Album-Release-Party seines Bandprojekts Imperial State Electric in der deutschen Hauptstadt kennen. Beide spielen zusammen in der Doom-Metal-Band Lucifer.

## Equipment

### Gitarren
| - TYM Guitars The Royale – Andersson's Signature-Gitarre. - TYM Guitars Wosrite Black Beauty - TYM Guitars Johnny-Ramone-Modell - TYM Guitars Versatone - Mosrite – Ventures Model reissue. - Halkan Epiphone Crestwood – Replik. - Daguet – Epiphone Crestwood Replik. - Gibson SG Custom – Creamwhite, drei Humbucker. - Mosrite Ventures-Modell | - Gordon Smith GS LP Junior – Single cutaway. - Gordon Smith GS LP Junior – Double cutaway. - Gibson Les Paul Junior – Single P-90 pickup. - Gibson Les Paul Custom - Ibanez Iceman – Custom-Modell von Sengenbjerg mit drei Humbuckern s. s. - DiPinto Mach IV – Schwarz, zwei Single-Coil-Pickups. - Gibson Flying V – Umgebaute Linkshändergitarre - Hagström-Bass |

### Verstärker
| - Orange-OTR-12-Verstärker - Marshall-Verstärker | - Fender Twin Reverb - Lehnert Rambler 25W Combo |

## Auswahldiskografie
siehe auch: The Hellacopters#Diskografie
- 1990 Entombed – Left Hand Path (Schlagzeug, Bass, Artwork)
- 1991 Entombed – Clandestine (Schlagzeug, Lead-Gesang, Artwork)
- 1993 Entombed – Hollowman EP (Schlagzeug, Arrangements)
- 1993 Entombed – Wolverine Blues (Schlagzeug, Gitarre, Artwork)
- 1996 The Hellacopters – Supershitty to the Max! (Gesang, Gitarre, Maracas)
- 1991 Dismember – Like an Ever Flowing Stream (Lead-Gitarre)
- 1996 Daemon – Seven Deadly Sins (Gitarre, Schlagzeug)
- 1997 Entombed – To Ride Shoot Straight and Speak the Truth (Schlagzeug, Percussion)
- 1997 Entombed – Entombed (Schlagzeug, Gitarre)
- 1997 The Hellacopters – Payin’ the Dues (Gesang, Gitarre, Piano, Percussion)
- 1997 Entombed – Wreckage (Drums)
- 1997 The Hellacopters/Gluecifer – Respect the Rock (Gesang, Gitarre)
- 1999 The Hellacopters – Grande Rock (Gesang, Gitarre)
- 1999 Supershit 666 – Supershit 666 (Schlagzeug)
- 1999 The Hydromatics – Part Unknown (Schlagzeug, Percussion, Hintergrundgesang)
- 1999 The Hydromatics – Fluid Drive (Schlagzeug, Percussion)
- 2000 The Hellacopters – High Visibility (Gesang, Gitarre, Klavinet, Percussion)
- 2000 The Hellacopters – Cream of the Crap Vol. 1 (Gesang, Gitarre)
- 2001 The Hellacopters/The Flaming Sideburns – White Trash Soul (Gesang, Gitarre)
- 2002 The Hellacopters – By the Grace of God (Gesang, Gitarre, Percussion, Piano)
- 2002 Entombed – Sons of Satan Praise the Lord (Schlagzeug)
- 2002 The Hellacopters – Cream of the Crap Vol. 2 (Gesang, Gitarre)
- 2004 Kurt-Sunes med Helveteshundarna – (Komma Ut Ur Matchen) NU! (Gesang, Gitarre)
- 2004 The Solution – Communicate! (Produktion, Schlagzeug, Percussion, Hintergrundgesang)
- 2004 MC5 – Purity Accuracy (Gitarre Gesang)
- 2004 Stefan Sundström – Hjärtats Melodi (Schlagzeug, Hintergrundgesang)
- 2005 The Hellacopters – Rock & Roll Is Dead (Gesang, Gitarre, Percussion, Piano)
- 2005 Nihilist – Nihlist (1987–1989) (Schlagzeug, Gitarre, Artwork)
- 2005 Dollhouse – The Royal Rendezevouz (Produktion)
- 2006 Death Breath – Stinking up the Night (Schlagzeug, Gitarre)
- 2006 Neil Leyton – The Betrayal of the Self (Gitarre)
- 2006 The Hellacopters – Air Raid Serenades (Gesang, Gitarre, Percussion)
- 2006 Backyard Babies – People Like People Like People Like Us (Produktion)
- 2007 Death Breath – Let It Stink (Schlagzeug, Gitarre, Bass)
- 2007 The Solution – Will Not Be Televised (Produktion, Schlagzeug, Percussion, Gitarre, Hintergrundgesang, Mix, Artwork)
- 2008 The Hellacopters – Head Off (Gesang, Gitarre, Percussion)
- 2008 Bullet – Bite the Bullet (Mix)
- 2009 The Bitter Twins – Global Panic! (Leadgitarre, Gesang)
- 2010 Imperial State Electric – Imperial State Electric (Gesang, Gitarre, Bass, Schlagzeug)
- 2012 Imperial State Electric – Pop War (Gesang, Gitarre, Bass, Schlagzeug)